# Meistera sceletescens
Meistera sceletescens là một loài thực vật có hoa trong họ Gừng. Loài này được Rosemary Margaret Smith mô tả khoa học đầu tiên năm 1990 dưới danh pháp Amomum sceletescens. Năm 2018, Jana Leong-Škorničková và Mark Newman chuyển nó sang chi Meistera mới được phục hồi.

## Phân bố
Loài này có tại đảo Borneo, trong khu vực bao gồm Malaysia (Sabah), Brunei.